# Lenord Pierre
Lenord Pierre Anasta (ur. 6 lipca 1979) – haitański bokser kategorii średniej. Posiada również obywatelstwo amerykańskie.

## Kariera amatorska
W lutym 1996 roku był uczestnikiem Turnieju Kwalifikacyjnego na Igrzyska Olimpijskie w portorykańskim mieście Guaynabo. W eliminacjach kategorii lekkośredniej, Pierre wyeliminował reprezentanta Bahamów Arthura Maggika, wygrywając z nim przed czasem w pierwszej rundzie. W ćwierćfinale reprezentant Haiti Pierre pokonał na punkty (11:8) Meksykanina José Luisa Zertuche, awansując do półfinału kwalifikacji. W półfinałowym pojedynku Pierre przegrał z reprezentantem gospodarzy José Luisem Quiñonesem, przegrywając przed czasem w drugiej rundzie. W kwietniu 1996 był uczestnikiem drugiego Turnieju Kwalifikacyjnego na Igrzyska Olimpijskie, który miał miejsce w kanadyjskim mieście Halifax. Pierre udział zakończył w ćwierćfinale, przegrywając z reprezentantem Nikaragui Mario Jiménezem. W 1997 był uczestnikiem turnieju Golden Gloves w Denver. Pierre przegrał tam swoją pierwszą walkę, przegrywając z Jacobem Punshonem.